# Nazelles-Négron
Nazelles-Négron – miejscowość i gmina we Francji, w Regionie Centralnym, w departamencie Indre i Loara.
Według danych na rok 1990 gminę zamieszkiwało 3547 osób, a gęstość zaludnienia wynosiła 159 osób/km² (wśród 1842 gmin Regionu Centralnego Nazelles-Négron plasuje się na 100. miejscu pod względem liczby ludności, natomiast pod względem powierzchni na miejscu 584.).